# Untereggen
Untereggen is een gemeente en plaats in het Zwitserse kanton Sankt Gallen, en maakt deel uit van het district Rorschach.
Untereggen telt 1039 inwoners.